# Elham Asghari
Elham Sadat Asghari (in persiano الهام‌السادات اصغری‎; 9 giugno 1981) è una nuotatrice iraniana.
È l'attuale detentrice del record iraniano per la specialità 20 km rana femminile in acque aperte.

## Biografia
Elham inizia a nuotare all'età di 5 anni e ad insegnare nuoto a 17. Il suo sogno sin da bambina è quello di nuotare in acque aperte e per coronarlo perfeziona le sue tecniche applicando programmi di allenamento reperiti su internet. Adotta uno speciale costume che segue i dettami islamici in materia di abbigliamento femminile e che la copre completamente dalla testa ai piedi, aggiungendo circa 6 kg di peso in acqua. È suo padre, un ex lottatore olimpico, che la spinge a registrare le sue prestazioni. Nel 2008, il Ministero dello Sport e degli Affari Giovanili iraniano approva la sua prestazione dei 12 km dorso, con indosso lo speciale costume.

### 2010
I problemi della Asghari iniziano nel 2010, quando decide di circumnavigare a nuoto l'isola di Kish in tre giorni, con una rappresentativa del Ministero dello Sport a verifica. Dopo soli 5 km di nuoto, una barca della polizia la investe, lacerandole i vestiti e ferendola alle gambe e all'osso iliaco per via dell'urto con le eliche. Le ferite guariscono, ma permane un forte trauma psicologico che spinge la nuotatrice a smettere di nuotare. La famiglia, tuttavia, la sprona a riprendere l'attività; così, l'atleta, durante la riabilitazione, riprende gli allenamenti nuotando 5 km ogni notte e 12 km ogni giorno.

### 2013
L'11 giugno 2013, Asghari nuota a rana 20 km per 8 ore, dalle 5:30 alle 14:30, al largo della città di Nushahr, nel Mar Caspio, fissando il nuovo record nazionale di specialità. Il Ministero dello Sport dapprima ha tentato di abbassare la misurazione della distanza a 15 km, per poi riportarla a 18 km, per via delle proteste dell'atleta, infine rifiutandosi di accettare la prestazione, accusando la nuotatrice di abbigliamento inappropriato, non in grado di nascondere adeguatamente le forme femminili. Stando a quanto dichiarato dai familiari, tuttavia, il costume era lo stesso utilizzato dall'atleta durante la sua prima performance del 2008. Shahrnaz Vernoos, delegato per le politiche sulla donna per il Ministero dello Sport, in una sua dichiarazione all'agenzia Mehrkhane ha negato la presenza della federazione all'evento e che, pertanto, non fosse possibile verificare la distanza percorsa. Ha, inoltre, ribadito che il nuoto femminile in acque libere è contro le regole del ministero e che dal 2010 non sono registrate prestazioni.
Reza Habibi, membro federale della commissione tecnica, ha, inoltre, dichiarato che la distanza di 18 km non è conforme alle regole internazionali e che la prestazione va vista come un atto personale dell'atleta, priva di un coordinamento con la federazione ed il ministero. Asghari. per protesta, ha caricato un video e diffuso la notizia sul suo profilo Facebook, in cui cerca, con l'aiuto di Farvartish Rezvaniyeh il supporto della rete per far valere i propri diritti. La questione si risolverà il 5 luglio 2014 quando, a seguito di una petizione su Change.org la Federazione Iraniana del Nuoto, senza troppo clamore, riconosce la prestazione.
Il 4 luglio 2013 è nominata "Kickass woman of the day" dal magazine theFrisky.

### 2017
Il 6 giugno 2017, a Bushehr, nuota ammanettata per 4,2 km, entrando di diritto nel Guinness dei primati.